# Saison 13 de Grey's Anatomy
Chronologie
Saison 12 Saison 14
La saison 13 de la série télévisée Grey's Anatomy débute en septembre 2016 et s'achève en mai 2017 sur le réseau américain ABC, avec un total de 24 épisodes.

## Généralités
Le 3 mars 2016, la série a été renouvelée pour une treizième saison. La lecture du scénario du premier épisode a eu lieu le 22 juillet 2016. Le tournage a débuté le 1er août 2016, quand Shonda Rhimes a annoncé sur Twitter qu'ils étaient en train de tourner le 270e épisode de la série soit le premier de la treizième saison. Cette saison est diffusée à partir du 22 septembre 2016 aux États-Unis.
Le contrat de Sara Ramírez n'a pas été reconduit pour cette saison, la comédienne avait laissé un message étrange sur Twitter fin avril laissant planer le doute quant à son retour pour la treizième saison. À l'issue de la diffusion du final de la saison 12, l'actrice a mis fin au doute et a confirmé son départ.
Il s'agît de la première fois depuis la saison deux que Callie Torres ne fait pas partie des acteurs principaux.
Après avoir fait un discours durant les BET Awards 2016, Jesse Williams a été au cœur d'une polémique. En effet, son discours contre le racisme n'a pas plu à tout le monde et une pétition a été mis en ligne pour son renvoi de la série. Après plus de 2790 signatures pour le renvoi de l'acteur, Shonda Rhimes a tenu à réagir et défendre l'acteur en twittant: « Heu, les gens ? Je n'ai pas besoin d'une pétition. #shondalandaupouvoir ».
Certains acteurs récurrents durant la saison 12 sont de retour pour la saison 13, notamment : Joe Adler et Debbie Allen, apparus pour la première fois dans le dernier épisode de la saison 11 pour l'un et dans le cinquième épisode de la saison 8.
L'actrice Tessa Ferrer, incarnant Dr Murphy, partie à la fin de la saison 10, reprendra son rôle de façon récurrente à partir de l'épisode 6 intitulé Roar (VO).
Cette saison marque les débuts d'Ellen Pompeo, qui incarne Meredith Grey, en tant que réalisatrice.
Il s'agit de la dernière saison pour Jerrika Hinton, qui incarne Stephanie Edwards depuis la saison 9. Elle quitte la série pour rejoindre la distribution de la nouvelle série d'Alan Ball, Here and Now (série télévisée).

## Synopsis
Tandis que Meredith Grey essaie de retrouver l'amour, le couple formé par Owen Hunt et Amelia Shepherd rencontre ses premières difficultés. Pendant ce temps, Alex Karev a des ennuis avec la justice ce qui lui fait prendre de la distance par rapport à Josephine Wilson, sa compagne. Jackson Avery et April Kepner doivent faire face à leur situation de parents divorcés, tandis que Maggie Pierce fait face à des difficultés personnelles.
En parallèle, la tension monte entre Richard Webber et Miranda Bailey à cause d'un différend dû à l'arrivée d'un nouveau médecin qui remet le programme de l'internat, dirigé par Richard, en question. Cela sera aussi source de tensions lorsque la chirurgienne pédiatrique et fœtale Arizona Robbins fréquentera ce même médecin, le Dr Eliza Minnick.

## Distribution

### Acteurs principaux
- Ellen Pompeo (VF : Céline Mauge) : Dr Meredith Grey (22/24)
- Justin Chambers (VF : Sébastien Desjours) : Dr Alex Karev (19/24)
- Chandra Wilson (VF : Zaïra Benbadis) : Dr Miranda Warren (21/24)
- James Pickens Jr. (VF : Said Amadis) : Dr Richard Webber (21/24)
- Kevin McKidd (VF : Alexis Victor) : Dr Owen Hunt (20/24)
- Jessica Capshaw (VF : Véronique Alycia) : Dr Arizona Robbins (19/24)
- Jesse Williams (VF : Rémi Caillebot) : Dr Jackson Avery (21/24)
- Sarah Drew (VF : Sophie Froissard) : Dr April Kepner (19/24)
- Camilla Luddington (VF : Marie-Eugénie Maréchal) : Dr Josephine Wilson (17/24)
- Jerrika Hinton (VF : Geneviève Doang) : Dr Stephanie Edwards (20/24)
- Caterina Scorsone (VF : Élisabeth Ventura) : Dr Amelia Hunt (19/24)
- Kelly McCreary (VF : Diane Dassigny) : Dr Maggie Pierce (20/24)
- Jason George (VF : Denis Laustriat) : Dr Ben Warren (20/24)
- Martin Henderson (VF : Thomas Roditi) : Dr Nathan Riggs (21/24)
- Giacomo Gianniotti (VF : Damien Ferrette) : Dr Andrew DeLuca (18/24)

### Acteurs récurrents et invités
- Debbie Allen (VF : Dominique Westberg) : Dr Catherine Avery (9 épisodes)
- Joe Adler (VF : Donald Reignoux) : Dr Isaac Cross (4 épisodes)
- Ravi Patel : Timir Dhar[2]
- Bridget Regan (VF : Anne Massoteau) : Megan Hunt[3]
- Tessa Ferrer (VF : Audrey Sablé) : Dr Leah Murphy[4] (6 épisodes)
- Marika Dominczyk (VF : Ingrid Donnadieu) : Eliza Minnick[5] (11 épisodes)
- June Squibb (VF : Marie-Martine) : Elsie Clatch[6] (épisode 17)
- Klea Scott (VF : Pascale Vital) : Dr Eldredge (épisode 10)
- Jasmin Savoy Brown (VF : Alice Taurand) : Amanda Joseph (épisode 10)
- Anna Jacoby-Heron (VF : Leslie Lipkins) : Kristen Rochester (épisode 10)
- Lilli Birdsell (VF : Juliette Degenne) : Emily Rochester (épisode 10)
- Hal Holbrook (VF : Michel Ruhl) : Lewis Clatch[6] (épisode 17)
- Matthew Morrison : Dr Paul Stadler[7] (épisode 23)

## Épisodes

### Épisode 1:Au pied du mur
- États-Unis /  Canada : 22 septembre 2016 sur ABC[8] / CTV
- Belgique : 4 avril 2017 sur RTL-TVI
- France : 5 avril 2017 sur TF1
- Québec : 16 septembre 2017 sur Radio-Canada
- Suisse : 23 novembre 2017 sur RTS Un

- États-Unis : 8,75 millions de téléspectateurs[9] (première diffusion)
- Canada : 2,173 millions de téléspectateurs[10] (première diffusion + différé 7 jours)
- France : 4,71 millions de téléspectateurs[11] (première diffusion)

- Debbie Allen (Dr Catherine Avery)
- Joe Adler (VF : Donald Reignoux) (Dr Isaac Cross)

- Il s'agit du premier épisode de la série où un acteur principal n'est pas présent pour le "Season Premiere".
- Il s'agit du premier épisode de la série où le nom d'un acteur principal n'est pas crédité au début de l'épisode quand son personnage n'apparaît pas à l'écran. Le nom de Jessica Capshaw n'apparaît pas dans l'épisode. L'actrice ayant accouché peu avant le tournage, elle était en congé maternité.
- Cet épisode est le 50e épisode de Kelly McCreary alias Maggie Pierce.
- La lecture du scénario a eu lieu le 22 juillet 2016.
- Le tournage de l'épisode a commencé le 1er août 2016 et s'est terminé le 11 août 2016.
- L'épisode se déroule quelques minutes après l'épisode final de la saison 12.

### Épisode 2:Choisir son camp
- États-Unis /  Canada : 29 septembre 2016 sur ABC / CTV
- Belgique : 4 avril 2017 sur RTL-TVI
- France : 5 avril 2017 sur TF1
- Québec : 23 septembre 2017 sur Radio-Canada
- Suisse : 24 novembre 2017 sur RTS Un

- États-Unis : 8,41 millions de téléspectateurs[12] (première diffusion)
- Canada : 1,89 million de téléspectateurs[13] (première diffusion + différé 7 jours)
- France : 4,13 millions de téléspectateurs[11] (première diffusion)

- Rusty Schwimmer (Patricia Phillips)
- Kimberly Quinn (Reena Thompson)
- Sumalee Montano (Lena McCallister)
- Mark Bloom (Procureur)
- George Anthony Bell (Juge)
- Gunnar Goldberg (Zach Thompson)

- La lecture du scénario a eu lieu le 8 août 2016.
- Jessica Capshaw n'apparaît pas dans l'épisode. L'actrice ayant accouché peu avant le tournage, elle était en congé maternité.

### Épisode 3:Petits miracles
- États-Unis /  Canada : 6 octobre 2016 sur ABC / CTV
- Belgique : 11 avril 2017 sur RTL-TVI
- France : 12 avril 2017 sur TF1
- Québec : 30 septembre 2017 sur Radio-Canada
- Suisse : 25 novembre 2017 sur RTS Un

- États-Unis : 8,08 millions de téléspectateurs[14] (première diffusion)
- Canada : 2,162 millions de téléspectateurs[15] (première diffusion + différé 7 jours)
- France : 4,49 millions de téléspectateurs[16] (première diffusion)

- Vicki Davis (Morgan Fisher)
- Linda Gehringer (Georgia Fisher)
- Paul McKinney (Julian Fisher)
- Jen Lilley (Kara Fisher)

- La lecture du scénario a eu lieu le 19 août 2016.
- Jessica Capshaw apparaît pour la première fois dans la saison 13, de retour de son congé maternité.
- Cet épisode marque le retour de Tuck, le fils de Miranda Bailey, absent depuis Frayeurs nocturnes (épisode 7 de la saison 10).

### Épisode 4:Confidences
- États-Unis /  Canada : 13 octobre 2016 sur ABC / CTV
- Belgique : 11 avril 2017 sur RTL-TVI
- France : 12 avril 2017 sur TF1
- Québec : 7 octobre 2017 sur Radio-Canada
- Suisse : 25 novembre 2017 sur RTS Un

- États-Unis : 7,8 millions de téléspectateurs[17] (première diffusion)
- Canada : 2,195 millions de téléspectateurs[18] (première diffusion + différé 7 jours)
- France : 3,97 millions de téléspectateurs[16] (première diffusion)

- Ravi Patel (Timir Dhar)
- Latarsha Rose (Polly Campbell)
- Christopher Thornton (Daniel Campbell)
- Taylour Paige (Emma)

- La lecture du scénario a eu lieu le 30 août 2016.
- Le tournage a débuté le 2 septembre 2016.

### Épisode 5:La Bonne Nouvelle
- États-Unis /  Canada : 20 octobre 2016 sur ABC / CTV
- Belgique : 18 avril 2017 sur RTL-TVI
- France : 19 avril 2017 sur TF1
- Québec : 14 octobre 2017 sur Radio-Canada
- Suisse : 2 décembre 2017 sur RTS Un

- États-Unis : 8,17 millions de téléspectateurs[19] (première diffusion)
- Canada : 2,208 millions de téléspectateurs[20] (première diffusion + différé 7 jours)
- France : 4,19 millions de téléspectateurs[21] (première diffusion)

- Phoebe Dorin (June)
- Heidi Sulzman (Samantha)
- Henreé Alyse (Lily)
- Cece Paige (Karen)
- Erica Green (Chelsea)
- Lina Green (Chandler)
- Andrew Thacher (Sean)
- Don R. Williams (VF : Luc Bernard) (Andrew)

### Épisode 6:Sur la sellette
- États-Unis /  Canada : 27 octobre 2016 sur ABC / CTV
- Belgique : 18 avril 2017 sur RTL-TVI
- France : 19 avril 2017 sur TF1
- Québec : 21 octobre 2017 sur Radio-Canada
- Suisse : 2 décembre 2017 sur RTS Un

- États-Unis : 8,17 millions de téléspectateurs[22] (première diffusion)
- Canada : 1,55 million de téléspectateurs[23] (première diffusion + différé 7 jours)
- France : 4,19 millions de téléspectateurs[21] (première diffusion)

- Debbie Allen (Dr Catherine Avery)
- Tessa Ferrer (Dr Leah Murphy)
- Ravi Patel (Timir Dhar)
- Brigid Brannagh (Veronica)
- Dave Shalansky (Jeremy)

- L'épisode marque le retour de l'actrice Tessa Ferrer, qui incarne Dr Murphy. Pour rappel, Tessa Ferrer était partie à la fin de la saison 10, son contrat n'avait pas été renouvelé. Du côté scénaristique, Richard Webber avait renvoyé Leah du programme de résidence, estimant qu'elle n’était pas à sa place dans l'hôpital. Il lui avait offert une place dans un service de recherche.

### Épisode 7:La Liste
- États-Unis /  Canada : 3 novembre 2016 sur ABC / CTV
- Belgique : 25 avril 2017 sur RTL-TVI
- France : 26 avril 2017 sur TF1
- Québec : 28 octobre 2017 sur Radio-Canada
- Suisse : 9 décembre 2017 sur RTS Un

- États-Unis : 7,6 millions de téléspectateurs[24] (première diffusion)
- Canada : 1,427 million de téléspectateurs[25] (première diffusion + différé 7 jours)
- France : 3,989 millions de téléspectateurs[26] (première diffusion)

- Debbie Allen (Dr Catherine Avery)
- Tessa Ferrer (Dr Leah Murphy)
- Marika Dominczyk (Eliza Minnick)

### Épisode 8:Une nuit au bloc
- États-Unis /  Canada : 10 novembre 2016 sur ABC / CTV
- Belgique : 25 avril 2017 sur RTL-TVI
- France : 26 avril 2017 sur TF1
- Québec : 4 novembre 2017 sur Radio-Canada
- Suisse : 16 décembre 2017 sur RTS Un

- États-Unis : 7,25 millions de téléspectateurs[27] (première diffusion)
- Canada : 1,37 million de téléspectateurs[28] (première diffusion + différé 7 jours)
- France : 3,52 millions de téléspectateurs[26] (première diffusion)

- Monique Cash (Gail Webber)
- Kendall Joy Hall (Little Stephanie)
- Aniela Gumbs (Zola)
- Bridget Regan (Megan Hunt)
- Patrick Dempsey (Derek Sheperd, que pour quelques secondes)

- Bien que crédité Justin Chambers, Chandra Wilson, Jessica Capshaw, Sarah Drew, Jesse Williams, Caterina Scorsone, Camilla Ludington, Kelly McCrery, Jason George, Martin Henderson et Giacomo Giannioti n'apparaissent pas dans cet épisode.

### Épisode 9:Disgrâce
- États-Unis /  Canada : 17 novembre 2016 sur ABC / CTV
- Belgique : 2 mai 2017 sur RTL-TVI
- France : 10 mai 2017 sur TF1
- Québec : 11 novembre 2017 sur Radio-Canada
- Suisse : 23 décembre 2017 sur RTS Un

- États-Unis : 8,04 millions de téléspectateurs[29] (première diffusion)
- Canada : 1,633 million de téléspectateurs[30] (première diffusion + différé 7 jours)
- France : 4,26 millions de téléspectateurs[31] (première diffusion)

- Tessa Ferrer (Leah Murphy)
- Marika Dominczyk (Eliza Minnick)

- Finale de la saison hivernale.

### Épisode 10:Les Prisonnières
- États-Unis /  Canada : 26 janvier 2017 sur ABC[32] / CTV
- Belgique : 2 mai 2017 sur RTL-TVI
- France : 10 mai 2017 sur TF1
- Québec : 18 novembre 2017 sur Radio-Canada
- Suisse : 23 décembre 2017 sur RTS Un

- États-Unis : 9,59 millions de téléspectateurs[33] (première diffusion)
- Canada : 1,608 million de téléspectateurs[34] (première diffusion + différé 7 jours)
- France : 3,89 millions de téléspectateurs[31] (première diffusion)

- Jasmin Savoy Brown (Amanda)
- Klea Scott (Dr Eldredge)
- Anna Jacoby-Heron (Kristen)

- Cet épisode était supposé être le 13e de la saison.
- Il devait à l'origine être diffusé le 19 janvier 2017 mais a été repoussé à la suite de l'investiture de Donald Trump à la Maison-Blanche.
- Il s'agit du tout premier épisode de la série dans lequel le personnage principal, Meredith Grey, n'apparaît pas. On peut cependant entendre sa voix en tant que narratrice.
- Bien que crédité Justin Chambers, James Pikens Jr, Kevin Mckidd, Sarah Drew, Jesse Williams, Caterina Scorsone, Jerrika Hinton, Kelly McCrery, Jason George, Martin Henderson et Giacomo Giannioti n'apparaissent pas dans cet épisode.

### Épisode 11:Un ennemi commun
- États-Unis /  Canada : 2 février 2017 sur ABC / CTV
- Belgique : 9 mai 2017 sur RTL-TVI
- France : 17 mai 2017 sur TF1
- Québec : 25 novembre 2017 sur Radio-Canada
- Suisse : 30 décembre 2017 sur RTS Un

- États-Unis : 8,49 millions de téléspectateurs[35] (première diffusion)
- Canada : 1,802 million de téléspectateurs[36] (première diffusion + différé 7 jours)
- France : 4,45 millions de téléspectateurs[37] (première diffusion)

- Marika Dominczyk (Eliza Minnick)
- Tessa Ferrer (Leah Murphy)
- Kate Miner (Mindy Wallace)
- Phil LaMarr (Steve Duncan)

### Épisode 12:Changement de direction
- États-Unis /  Canada : 9 février 2017 sur ABC / CTV
- Belgique : 9 mai 2017 sur RTL-TVI
- France : 17 mai 2017 sur TF1
- Québec : 2 décembre 2017 sur Radio-Canada
- Suisse : 30 décembre 2017 sur RTS Un

- États-Unis : 8,46 millions de téléspectateurs[38] (première diffusion)
- Canada : 1,73 million de téléspectateurs[39] (première diffusion + différé 7 jours)
- France : 4 millions de téléspectateurs[37] (première diffusion)

- Debbie Allen (Dr Catherine Avery)
- Marika Dominczyk (Dr Eliza Minnick)
- Tessa Ferrer (Dr Leah Murphy)
- LaTanya Richardson Jackson (Diane Pierce)

### Épisode 13:La Guerre est déclarée
- États-Unis /  Canada : 16 février 2017 sur ABC / CTV
- Belgique : 16 mai 2017 sur RTL-TVI
- France : 24 mai 2017 sur TF1
- Québec : 9 décembre 2017 sur Radio-Canada
- Suisse : 6 janvier 2018 sur RTS Un

- États-Unis : 7,68 millions de téléspectateurs[40] (première diffusion)
- Canada : 1,468 million de téléspectateurs[41] (première diffusion + différé 7 jours)
- France : 3,71 millions de téléspectateurs[42] (première diffusion)

- Debbie Allen (Dr Catherine Avery)
- Marika Dominczyk (Dr Eliza Minnick)
- Tessa Ferrer (Dr Leah Murphy)
- Greg Cromer
- Michole Briana White (en)
- Edgar Salas

Il s'agit du second épisode de la série et de la saison dans lequel le personnage principal, Meredith Grey, n'apparaît pas. On peut cependant toujours entendre sa voix en tant que narratrice.
- Bien que crédité Justin Chambers, Caterina Scorsone et Giacomo Giannioti n'apparaissent pas dans cet épisode.

### Épisode 14:Les Fantômes du passé
- États-Unis /  Canada : 23 février 2017 sur ABC / CTV
- Belgique : 16 mai 2017 sur RTL-TVI
- France : 24 mai 2017 sur TF1
- Québec : 16 décembre 2017 sur Radio-Canada
- Suisse : 6 janvier 2018 sur RTS Un

- États-Unis : 7,71 millions de téléspectateurs[43] (première diffusion)
- Canada : 1,835 million de téléspectateurs[44] (première diffusion + différé 7 jours)
- France : 3,55 millions de téléspectateurs[42] (première diffusion)

- Marika Dominczyk (Dr Eliza Minnick)
- Josh Daugherty (Ken Daniels)
- Samaire Armstrong (Claire Nolan)
- Joe Adler (Dr Isaac Cross)
- Brenda Bakke (Gwen Nolan)
- Christie Lynn Smith (Cynthia Daniels)
- Michael Mantell (Tim Nolan)
- Anjul Nigam (Dr Raj Sen)
- Robbie Kay (Christopher Daniels)

### Épisode 15:Cause perdue
- États-Unis /  Canada : 9 mars 2017 sur ABC / CTV
- Belgique : 23 mai 2017 sur RTL-TVI
- France : 31 mai 2017 sur TF1
- Suisse : 13 janvier 2018 sur RTS Un
- Québec : 20 janvier 2018 sur Radio-Canada

- États-Unis : 7,31 millions de téléspectateurs[45] (première diffusion)
- Canada : 1,681 million de téléspectateurs[46] (première diffusion + différé 7 jours)
- France : 4,56 millions de téléspectateurs[47] (première diffusion)

- Marika Dominczyk (Dr Eliza Minnick)
- Debbie Allen (Dr Catherine Avery)

### Épisode 16:Corde sensible
- États-Unis /  Canada : 16 mars 2017 sur ABC / CTV
- Belgique : 23 mai 2017 sur RTL-TVI
- France : 31 mai 2017 sur TF1
- Suisse : 13 janvier 2018 sur RTS Un
- Québec : 27 janvier 2018 sur Radio-Canada

- États-Unis : 7,9 millions de téléspectateurs[48] (première diffusion)
- Canada : 1,71 million de téléspectateurs[49] (première diffusion + différé 7 jours)
- France : 4,16 millions de téléspectateurs[47] (première diffusion)

- Debbie Allen (Dr Catherine Avery)
- Eric Roberts (Dr Robert Avery)
- Randy J. Goodwin (Eric Young)
- Wallace Langham (VF : Jérémy Prévost) (Dr Steve Corridan)
- Skye P. Marshall (Mary Hodges)
- Zoë Hall (Risa Hodges)

- Il s'agit du second épisode basé sur la relation d'April et Jackson (le premier était l'épisode 11 de la saison 12, Autopsie d'un mariage).
- La narration de cet épisode étant faite par Jackson, il s'agit du premier épisode de la série dans lequel Ellen Pompeo n'apparaît pas en tant qu'actrice et narratrice.
- Avec April Kepner et Jackson Avery, il est l'un des épisodes (avec l'épisode 20 de cette même

saison) à mettre en scène le moins de personnages principaux.
- Seuls Sarah Drew et Jesse Williams apparaissent dans cet épisode en tant qu'acteur principal.

### Épisode 17:Les Mots pour le dire
- États-Unis /  Canada : 23 mars 2017 sur ABC / CTV
- Belgique : 30 mai 2017 sur RTL-TVI
- France : 7 juin 2017 sur TF1
- Suisse : 13 janvier 2018 sur RTS Un
- Québec : 3 février 2018 sur Radio-Canada

- États-Unis : 7,8 millions de téléspectateurs[50] (première diffusion)
- Canada : 1,701 million de téléspectateurs[51] (première diffusion + différé 7 jours)
- France : 4,36 millions de téléspectateurs[52] (première diffusion)

- June Squibb (Elsie Clatch)
- Hal Holbrook (Lewis Clatch)
- LaTanya Richardson Jackson (Diane Pierce)

### Épisode 18:Au revoir maman
- États-Unis /  Canada : 30 mars 2017 sur ABC / CTV
- Belgique : 30 mai 2017 sur RTL-TVI
- France : 7 juin 2017 sur TF1
- Suisse : 20 janvier 2018 sur RTS Un
- Québec : 3 mars 2018 sur Radio-Canada

- États-Unis : 7,62 millions de téléspectateurs[53] (première diffusion)
- Canada : 1,686 million de téléspectateurs[54] (première diffusion + différé 7 jours)
- France : 4,06 millions de téléspectateurs[52] (première diffusion)

- Marika Dominczyk (Dr Eliza Minnick)
- LaTanya Richardson Jackson (Diane Pierce)
- Richard Lawson (Bill Pierce)
- Hudson West

- Il s'agit du premier épisode réalisé par Ellen Pompeo. Elle est la quatrième actrice de la série à réaliser un épisode, après Chandra Wilson (Miranda Bailey), Debbie Allen (Catherine Avery) et Kevin McKidd (Owen Hunt).

### Épisode 19:Le Cœur a ses raisons
- États-Unis /  Canada : 6 avril 2017 sur ABC / CTV
- Belgique : 6 juin 2017 sur RTL-TVI
- France : 14 juin 2017 sur TF1
- Suisse : 20 janvier 2018 sur RTS Un
- Québec : 10 mars 2018 sur Radio-Canada

- États-Unis : 7,23 millions de téléspectateurs[55] (première diffusion)
- Canada : 1,49 million de téléspectateurs[56] (première diffusion + différé 7 jours)
- France : 4,23 millions de téléspectateurs[57] (première diffusion)

Marika Dominczyk (Dr Eliza Minnick)
- Cet épisode a été produit en tant que 20e de la saison.
- Bien que crédité Camilla Ludington n'apparaît pas dans cet épisode.

### Épisode 20:Zone de turbulences
- États-Unis /  Canada : 13 avril 2017 sur ABC / CTV
- Belgique : 6 juin 2017 sur RTL-TVI
- France : 14 juin 2017 sur TF1
- Suisse : 20 janvier 2018 sur RTS Un
- Québec : 17 mars 2018 sur Radio-Canada

- États-Unis : 7,06 millions de téléspectateurs[58] (première diffusion)
- Canada : 1,672 million de téléspectateurs[59] (première diffusion + différé 7 jours)
- France : 4,19 millions de téléspectateurs[57] (première diffusion)

- Aaron Abrams
- Jee Young Han
- K Callan (en)

- Cet épisode a été produit en tant que 19e de la saison.
- La chanson finale est Grace de Rag'n'Bone Man.
- Avec seulement Meredith Grey et Nathan Riggs, il est l'un des épisodes (avec l'épisode 16 de cette même saison) à mettre en scène le moins de personnages principaux.

### Épisode 21:Le Ver est dans le fruit
- États-Unis /  Canada : 27 avril 2017 sur ABC / CTV
- Belgique : 13 juin 2017 sur RTL-TVI
- Suisse : 27 janvier 2018 sur RTS Un
- France : 14 mars 2018 sur TF1
- Québec : 24 mars 2018 sur Radio-Canada

- États-Unis : 7,02 millions de téléspectateurs[60] (première diffusion)
- Canada : 1,61 million de téléspectateurs[61] (première diffusion + différé 7 jours)
- France : 4,30 millions de téléspectateurs[62]

- Debbie Allen (Dr Catherine Avery)
- Shainu Bala (Dennis)
- Brigid Brannagh (Veronica Kays)
- Dave Shalansky (Jeremy)
- Britt Baron (Mary)

### Épisode 22:La Vie devant soi
- États-Unis /  Canada : 4 mai 2017 sur ABC / CTV
- Belgique : 13 juin 2017 sur RTL-TVI
- Suisse : 27 janvier 2018 sur RTS Un
- France : 14 mars 2018 sur TF1
- Québec : 31 mars 2018 sur Radio-Canada

- États-Unis : 7,09 millions de téléspectateurs[63] (première diffusion)
- Canada : 1,646 million de téléspectateurs[64] (première diffusion + différé 7 jours)
- France : 3,72 millions de téléspectateurs[62]

- Marika Dominczyk (Dr Eliza Minnick)
- Aarti Mann (Holly Harner)

### Épisode 23:Apparences trompeuses
- États-Unis /  Canada : 11 mai 2017 sur ABC / CTV
- Belgique : 20 juin 2017 sur RTL-TVI
- Suisse : 3 février 2018 sur RTS Un
- France : 21 mars 2018 sur TF1
- Québec : 7 avril 2018 sur Radio-Canada

- États-Unis : 7,02 millions de téléspectateurs[65] (première diffusion)
- Canada : 1,658 million de téléspectateurs[66] (première diffusion + différé 7 jours)
- France : 4,122 millions de téléspectateurs[67]

- Marika Dominczyk (Dr Eliza Minnick)
- Matthew Morrison (Dr Paul Stadler)
- Darby Camp (Erin Miller)
- Tom Larochelle (Gary Miller)
- Peyton McDavitt (Denise Miller)
- Casey Thomas Brown (Keith)
- Bianca Collins (Alison)
- Maurice Hall (Major William Allen)

### Épisode 24:Embrasement
- États-Unis /  Canada : 18 mai 2017 sur ABC[68] / CTV
- Belgique : 20 juin 2017 sur RTL-TVI
- Suisse : 3 février 2018 sur RTS Un
- France : 21 mars 2018 sur TF1
- Québec : 14 avril 2018 sur Radio-Canada

- États-Unis : 7,92 millions de téléspectateurs[69] (première diffusion)
- Canada : 1,676 million de téléspectateurs[70] (première diffusion + différé 7 jours)
- France : 3,85 millions de téléspectateurs[67]

- Marika Dominczyk (Dr Eliza Minnick)
- Debbie Allen (Dr Catherine Avery)
- Darby Camp (Erin Miller)

- Dernière apparition de Stephanie Edwards (Jerrika Hinton).
- Bien que crédité Camilla Luddington n'apparaît pas dans cet épisode.

## Audiences aux États-Unis
| N° d'épisode | Titre original                            | Titre français           | Chaîne | Date de diffusion originale | Audience (en millions de téléspectateurs) | Pdm sur les 18-49 ans |
| ------------ | ----------------------------------------- | ------------------------ | ------ | --------------------------- | ----------------------------------------- | --------------------- |
| 1            | Undo                                      | Au pied du mur           | ABC    | 22 septembre 2016           | 8.75                                      | 2.5                   |
| 2            | Catastrophe and the Cure                  | Choisir son camp         | ABC    | 29 septembre 2016           | 8.41                                      | 2.4                   |
| 3            | I Ain't No Miracle Worker                 | Petits miracles          | ABC    | 6 octobre 2016              | 8.08                                      | 2.2                   |
| 4            | Falling Slowly                            | Confidences              | ABC    | 13 octobre 2016             | 7.80                                      | 2.1                   |
| 5            | Both Sides Now                            | La Bonne Nouvelle        | ABC    | 20 octobre 2016             | 8.17                                      | 2.1                   |
| 6            | Roar                                      | Sur la sellette          | ABC    | 27 octobre 2016             | 8.17                                      | 2.2                   |
| 7            | Why Try to Change Me Now                  | La Liste                 | ABC    | 3 novembre 2016             | 7.60                                      | 2.1                   |
| 8            | The Room Where It Happens                 | Une nuit au bloc         | ABC    | 10 novembre 2016            | 7.25                                      | 1.9                   |
| 9            | You Haven't Done Nothin'                  | Disgrâce                 | ABC    | 17 novembre 2016            | 8.04                                      | 2.2                   |
| 10           | You Can Look (But You'd Better Not Touch) | Les Prisonnières         | ABC    | 26 janvier 2017             | 9.59                                      | 2.6                   |
| 11           | Jukebox Hero                              | Un ennemi commun         | ABC    | 2 février 2017              | 8.49                                      | 2.3                   |
| 12           | None of Your Business                     | Changement de direction  | ABC    | 9 février 2017              | 8.46                                      | 2.1                   |
| 13           | It Only Gets Much Worse                   | La guerre est déclarée   | ABC    | 16 février 2017             | 7.68                                      | 2.1                   |
| 14           | Back Where You Belong                     | Les Fantômes du passé    | ABC    | 23 février 2017             | 7.71                                      | 2.0                   |
| 15           | Civil War                                 | Cause perdue             | ABC    | 9 mars 2017                 | 7.31                                      | 1.9                   |
| 16           | Who Is He (And What Is He to You)?        | Corde sensible           | ABC    | 16 mars 2017                | 7.90                                      | 2.0                   |
| 17           | Til I Hear It from You                    | Les Mots pour le dire    | ABC    | 24 mars 2017                | 7,80                                      | 1.9                   |
| 18           | Be Still, My Soul                         | Au revoir maman          | ABC    | 30 mars 2017                | 7,68                                      | 2.0                   |
| 19           | What's Inside                             | Le cœur a ses raisons    | ABC    | 6 avril 2017                | 7,23                                      | 1,9                   |
| 20           | In The Air Tonight                        | Zone de turbulences      | ABC    | 13 avril 2017               | 7,19                                      | 1,8                   |
| 21           | Don't Stop Me Now                         | Le ver est dans le fruit | ABC    | 27 avril 2017               | 7,02                                      | 1,8                   |
| 22           | Leave It Inside                           | La vie devant soi        | ABC    | 4 mai 2017                  | 7,09                                      | 1,8                   |
| 23           | True Colors                               | Apparences trompeuses    | ABC    | 11 mai 2017                 | 7,02                                      | 1,8                   |
| 24           | Ring of Fire                              | Embrasement              | ABC    | 18 mai 2017                 | 7,92                                      | 2,0                   |

## Audiences en France
| N° d'épisode | Titre                    | Chaîne | Date de diffusion originale | Nombre de téléspectateurs | Référence |
| ------------ | ------------------------ | ------ | --------------------------- | ------------------------- | --------- |
| 1            | Au pied du mur           | TF1    | 5 avril 2017                | 4 710 000                 | [ 71 ]    |
| 2            | Choisir son camp         | TF1    | 5 avril 2017                | 4 130 000                 | [ 71 ]    |
| 3            | Petits miracles          | TF1    | 12 avril 2017               | 4 490 000                 | [ 72 ]    |
| 4            | Confidences              | TF1    | 12 avril 2017               | 3 970 000                 | [ 72 ]    |
| 5            | La Bonne Nouvelle        | TF1    | 19 avril 2017               | 4 190 000                 | [ 73 ]    |
| 6            | Sur la sellette          | TF1    | 19 avril 2017               | 4 190 000                 | [ 73 ]    |
| 7            | La Liste                 | TF1    | 26 avril 2017               | 3 989 000                 | [ 74 ]    |
| 8            | Une nuit au bloc         | TF1    | 26 avril 2017               | 3 520 000                 | [ 74 ]    |
| 9            | Disgrâce                 | TF1    | 10 mai 2017                 | 4 256 000                 | [ 75 ]    |
| 10           | Les Prisonnières         | TF1    | 10 mai 2017                 | 3 890 000                 | [ 75 ]    |
| 11           | Un ennemi commun         | TF1    | 17 mai 2017                 | 4 256 000                 | [ 76 ]    |
| 12           | Changement de direction  | TF1    | 17 mai 2017                 | 4 000 000                 | [ 76 ]    |
| 13           | La guerre est déclarée   | TF1    | 24 mai 2017                 | 3 705 000                 | [ 77 ]    |
| 14           | Les Fantômes du passé    | TF1    | 24 mai 2017                 | 3 550 000                 | [ 77 ]    |
| 15           | Cause perdue             | TF1    | 31 mai 2017                 | 4 560 000                 | [ 78 ]    |
| 16           | Corde sensible           | TF1    | 31 mai 2017                 | 4 160 000                 | [ 78 ]    |
| 17           | Les mots pour le dire    | TF1    | 7 juin 2017                 | 4 364 000                 | [ 79 ]    |
| 18           | Au revoir maman          | TF1    | 7 juin 2017                 | 4 060 000                 | [ 79 ]    |
| 19           | Le cœur a ses raisons    | TF1    | 14 juin 2017                | 4 230 000                 | [ 80 ]    |
| 20           | Zone de turbulences      | TF1    | 14 juin 2017                | 4 190 000                 | [ 80 ]    |
| 21           | Le ver est dans le fruit | TF1    | 14 mars 2018                | 4 306 000                 | [ 81 ]    |
| 22           | La vie devant soi        | TF1    | 14 mars 2018                | 3 720 000                 | [ 81 ]    |
| 23           | Apparences trompeuses    | TF1    | 21 mars 2018                | 4 122 000                 |           |
| 24           | Embrasement              | TF1    | 21 mars 2018                | 3 850 000                 |           |